# De Particulier à particulier
Pour les articles homonymes, voir De particulier à particulier et PAP.
De Particulier à Particulier (PAP), entreprise de presse immobilier français, est à l’origine un hebdomadaire proposant des offres de vente et de location sans intermédiaire. PAP.fr, site éponyme du groupe, est de la même façon exclusivement réservé à l’immobilier de particulier à particulier. Outre les annonces immobilières proposées sur le site, les particuliers peuvent aussi y trouver un ensemble d’outils et de services permettant de réaliser sa transaction immobilière en toute autonomie.
La marque est exploitée par la société des Éditions Neresiss.

## Historique

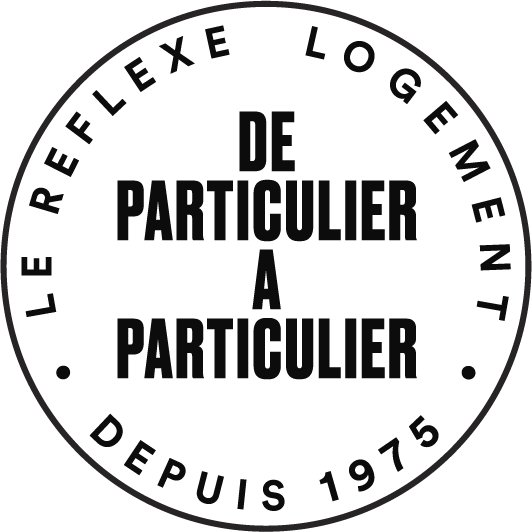
Sceau De Particulier à Particulier.

C’est en 1975, époque où les transactions immobilières s'effectuent presque exclusivement par l'intermédiaire d'agences immobilières que Catherine et Patrick Jolly créent le journal De Particulier à Particulier,.
La société se fonde alors sur l'idée simple que les particuliers peuvent vendre ou louer directement leur bien et axe sa publicité sur l'économie que l'on peut réaliser lors d'une transaction immobilière sans intermédiaire. Un site internet, le site PAP.fr, adossé au journal, est créé en 1998.
En 2018, PAP.fr est le troisième des sites dédiés à l'immobilier en France (source Médiamétrie) avec une audience de plus de 3,531 millions de visites par mois, sachant qu'à la différence d'autres sites tels que Le Bon Coin, il se refuse toujours à passer des annonces immobilières émanant de professionnels.
En octobre 2013, Corinne Jolly devient  présidente de PAP. L’entreprise se digitalise, le journal en version papier est supprimé au profit du site internet PAP.fr qui propose des services tels que l’estimation d’un bien sur visite, la gestion des contacts, les visites virtuelles.

## Liste des titres et sites édités
- PAP
- PAP Commerces
- PAP Vacances
- Accès Logement
- Immoneuf
- Faire construire sa maison. Mensuel sur la construction de maisons individuelles, vendu en kiosque et sur abonnement.
- Demeures de charme